# بقية كبيرة الأزهار
بقية كبيرة الأزهار أو زهرة البق كبيرة الأزهار (الاسم العلمي: Coreopsis grandiflora) هو نوع نباتي يتبع جنس البقية من فصيلة النجمية.